# مفتولاوات
المفتولاوات (الاسم العلمي:Helicteroideae) هي أسرة من النباتات تتبع الفصيلة الخبازية من رتبة الخبازيات.

## قبائل المفتولاوات
- الدورياناوية
  - الدوريان